# Oddział Wolności Zaurbeka Dautukowa-Sieriebriakowa
Oddział Wolności Zaurbeka Dautukowa-Sieriebriakowa (ros. Отряд Свободы Заурбека Даутокова-Серебрякова) – jednostka wojskowa białych podczas wojny domowej w Rosji.
Książę Zaurbek A. Dautukow-Sieriebriakow walczył w I wojnie światowej jako dowódca Kabardyńskiego Pułku Konnego, dochodząc do stopnia sztabsrotmistrza. Na pocz. 1918 r. powrócił w rodzinne strony na północnym Kaukazie z postanowieniem porzucenia służby wojskowej. Jednakże z powodu silnego rozszerzania się wpływów bolszewickich na tym obszarze (powstanie Tereckiej, Stawropolskiej i Kubańsko-Czarnomorskiej republik radzieckich) za namową swoich byłych podkomendnych, podjął walkę z bolszewikami.
W sierpniu 1918 r. stworzył ugrupowanie Wolna Kabardia, którego głównym celem było przywrócenie porządku, położenie kresu anarchii i bandytyzmowi. Opowiadało się ono za szeroką autonomią dla Kabardii w ramach państwa rosyjskiego. Jednocześnie sformował oddział zbrojny, nazwany Oddziałem Wolności. Podporządkował go politycznie Okręgowej Radzie Ludowej i Kabardyńskiej Radzie Narodowej w Nalczyku, kierowanych przez Tausułtana K. Szakmanowa, który przyjął zwierzchność gen. Antona I. Denikina. Kiedy powstanie antybolszewickie wybuchło nad Terekiem, do walki przyłączył się też książę Z. A. Dautukow-Sieriebriakow. Do jego Oddziału zgłosiło się wielu ochotników. 7 października 1918 r. zajął on Nalczyk, ale już 16 listopada został zmuszony do opuszczenia miasta. Pod koniec listopada wycofał się poza granice Kabardii w rejon Kisłowodska, a stamtąd na Kubań, gdzie przyłączył się do Armii Ochotniczej. Po zajęciu północnego Kaukazu przez wojska białych gen. A. I. Denikina na pocz. 1919 r., do Kabardii powrócił Oddział Wolności. Książę Z. A. Dautukow-Sieriebriakow został mianowany dowodzącym siłami wojskowymi w Kabardii jako zastępca rządcy Kabardii księcia Fiodora N. Bekowicza-Czerkasskiego. Prowadził on ciężkie walki z oddziałami bolszewickimi i ich lokalnych sojuszników, jak Szariacka Armia Kabardii. W poł. 1919 r. skierował swój Oddział, przeformowany w jeden z pułków Kabardyjskiej Dywizji Konnej, na front pod Carycynem, gdzie zginął w konnym ataku na pozycje bolszewickie w rejonie wsi Orłowka w czerwcu.